# Ferlo
Le Ferlo est une zone sylvo-pastorale semi-désertique du nord-est du Sénégal, principalement constituée de savane arbustive et arborée très ouverte et périodiquement soumise à des feux. 

Elle doit son nom à un petit cours d'eau, le Ferlo.
Le Ferlo est reconnu par l'Unesco au titre de réserve de biosphère depuis 2012. D'une surface de 2 058 214 ha, la réserve s'étend sur les régions de Matam, Louga, Saint-Louis.

## Histoire
Le Ferlo a autrefois abrité de puissants royaumes et il abrite encore une variété des peuples et cultures (Wolofs, Sérères, Maures et Peuls).
L'un des forts que le gouverneur Faidherbe a fait construire lors de la période coloniale existe encore et peut être visité.
La région a été désenclavée par la ligne de chemin de fer de Dakar à Saint-Louis du Sénégal, autrefois gérée et construite par la Compagnie du chemin de fer de Dakar à Saint-Louis (première ligne de chemin de fer en Afrique-Occidentale française, mais ne fonctionne plus). Linguère est reliée à Dakar par la route avec des transports en commun et dispose d’un aérodrome et d'infrastructures sanitaires.
L'actuel Ferlo est issu de la région de Louga (née du découpage administratif de 1976).

## Géographie
D'une superficie de 70 000 km2 – soit plus d'un tiers du territoire national –, cette vaste région se trouve au sud du bassin du fleuve Sénégal et fait partie de la zone sahélienne. 

On parle parfois de « vallée du Ferlo », mais le terrain y reste relativement plat. L'altitude moyenne est d'environ 25 m (40 m dans le Félé-Olé).

### Climat
Le climat est de type tropical, semi-aride, monomodal à variante très chaude. 
Les précipitations annuelles sont de l'ordre de 300 mm (381 mm à la station-météo de Linguère). L'harmattan y contribue à l'érosion des sols et à la désertification, encore aggravée par des sécheresses cycliques, comme celles de 1973 ou 1983-1984. 
Au moins depuis les années 1970, les arbres et arbustes tendent à reculer au profit d'espèces typiquement sahéliennes sub-désertiques comme Boscia senegalensis, Balanites aegyptiaca et Calotropis procera, même dans la région de Fété-Olé réputée moins soumise à l'anthropisation. La richesse et densité floristiques et la capacité de résilience écologique (régénération du couvert arboré) augmente quand on s'éloigne des points de forage, ce qui confirme la pression anthropique sur la population de plantes ligneuses.

### Flore, faune, patrimoine naturel
Le botaniste Auguste Chevalier, qui y passe en 1912 alors qu'il se rend de Kayes (Mali) au Sénégal, note que la région n'appartient pas au Sahara mais a déjà le faciès d'un désert.
Les paysages sont ceux de la savane sèche, de la steppe, de la dune. 

La végétation du Ferlo est clairsemée, mais on trouve dans les parties préservées des espèces de grande taille tels que baobabs, Combretum, Sterculie setiqera et hautes graminées (Andropogon). Cependant, même dans ces zones, le nombre d'espèces reste peu élevé. Le nombre d'arbres atteint de 100 à plus de 200 arbres/ha, mais plus de 98 % d'entre eux appartiennent aux six espèces dominantes.
Les épineux, adaptés à la sécheresse, résistent aussi mieux aux herbivores que d'autres espèces. 
On y trouve plusieurs variétés d'acacias, Acacia seyal et surtout Acacia senegal – celui dont on extrait la gomme arabique –, mais aussi des anacardiers. 

À la saison des pluies, la région se couvre d'un fin tapis herbacé, mais le reste de l'année les sols sont à nu et particulièrement vulnérables à l'érosion éolienne et aux UV solaires.
Les chèvres disputent les pousses aux troupeaux de zébus menés par les bergers peuls. 

On y rencontre aussi nombre d'oiseaux, de grands calaos, ainsi que des singes patas.
Deux réserves naturelles ont été aménagées dans la région, de part et d'autre de Ranérou : 
- la Réserve de faune du Ferlo Nord (RFFN) ;
- la Réserve de faune du Ferlo Sud (RFFS).

## Population
Ancienne zone de transhumance et de sécurité des bergers peuls, le Ferlo a subi d'importantes transformations. 

Les politiques d'hydraulique pastorale menées dans les années 1950 ont encouragé une sédentarisation de la population, qui s'est regroupée autour des points d'eau permanents que constituent les lieux de forage.
La densité de population est faible. Les villages de cases sont rares et isolés.
Avec un peu plus de 13 000 habitants, Linguère fait figure de très grande ville dans cette zone. C'est le chef-lieu du département de Linguère, dans la région de louga

## Ressources économiques
Cette région est assez démunie, et les conditions de vie deviennent de plus en plus difficiles.
La population pratique l'élevage extensif. La cueillette et l'agriculture sont en régression, mais on cultive néanmoins du mil, du niébé, de l'arachide, des pastèques et des courges. 
La gomme arabique est produite à partir de l'exsudat d'acacia.

### Cartographie
- Carte hydrogéologique du Ferlo septentrional (Sénégal), Bureau de recherches géologiques et minières (France), Service géologique national, Bureau de recherches géologiques et minières, 1962